# Diario de Castilla
El Diario de Castilla, fue un diario electrónico castellanista creado en Valladolid en 2006 y publicado hasta 2010.

## Secciones
Contaba con las secciones de: 
- Portada
- Castilla
- Actualidad
- Cultura
- Economía
- Deportes
- Tecnología
- Medio ambiente
- Agricultura
- Entrevistas
- Opinión

## Territorio
Organizaba su información de acuerdo con el ámbito del que trataba: Castilla y León, Castilla-La Mancha, Cantabria, La Rioja y Madrid. 

## Historia
En la década de 1970, existió El Diario de Castilla, con ediciones en Segovia y Ávila, y que en su corta vida cubrió con mayor hincapié la actualidad autonómica del momento.